# Jesenov krasnik
Jesenov krasnik (znanstveno ime Agrilus planipennis) je vrsta hrošča iz družine krasnikov, ki je drevesni škodljivec.

## Opis in biologija
Odrasli hrošči so smaragdno zelene barve in merijo od 8 do 14 cm v dolžino in okoli 1,6 mm v širino, ličinke pa v končnem stadiju merijo med do 26 in 32 mm. Samica v razpoke na skorji gostiteljskega drevesa odloži od 60 do 90 jajčec posamično ali v skupinah. Jajčeca merijo v premeru med 0,6 in 1 mm. Sprva so bele barve, kasneje pa se oplojena jajčeca obarvajo rdečkasto-rjavo. Po sedmih do desetih dneh se iz jajčec izležejo ličinke, ki so bledo rumene barve in imajo na zadku značilna rjava hitinizirana izrastka.
Po izleganju se ličinke zavrtajo v floem, kambij in zunanju ksilem kjer vrtajo rove in se hranijo. Ličinke imajo štiri stadije in  celo življenje preživijo pod skorjo drevesa, kjer izvrtajo od 20‐30 cm dolge serpentinaste rove, ki so napolnjeni z rjavo, trdno zbito črvino. V začetku razvoja ličink so rovi ozki, z njihovo rastjo pa postajajo vedno širši. Ličinke se intenzivno hranijo do zime. V hladnejših podnebjih lahko prezimijo ličinke, ki spomladi nadaljujejo z vrtanjem rovov. V krajih s toplejšim podnebjem prezimijo bube, ki se zabubijo približno 1,25 cm globoko v lesu ali v skorji drevesa. Spomladi se  iz bub razvijejo hroščki, ki se pregrizejo na plano skozi izhodne odprtine, ki so široke 3‐4 mm in imajo značilno obliko velike črke D.

## Kot invazivna vrsta
Na območjih, od koder hrošč izvira (vzhodna Azija), ne predstavlja večje grožnje drevesnim sestojem. Na Kitjskem napada predvsem drevesa vrst Fraxinus chinensis, F. mandshurica in F. rhynchophylla. Na Japonskem pogosto napade tudi vrsti F. japonica in F. lanuginosa.
V Severni Ameriki, kjer je vrsta invazivna, povzroče veliko škodo v jesenovih gozdovih, kjer napada drevesa iz vrst F. pennsylvanica, F. nigra, F. americana in F. quadrangulata. V Evropi so najbolj ogrožena drevesa velikega jesena. Poleg jesena hrošč napada tudi druge vrste. V Severni Ameriki so zabeleženi pojavi napada na Chionanthus virginicus.
Odrasli hrošči so dobri letalci, ki lahko preletijo razdalje preko 1 km. Ker so majhni in lahki, jih lahko prenese na večje razdalje tudi veter. Poleg naravne širitve je največji prenašalec jesenovega krasnika človek. Širitev poteka z rastlinami za sajenje, vključno z bonsaji, ki lahko prav tako vsebujejo vse razvojne stopnje krasnika, ali njihovimi deli (veje, lubje). Glavni vir prenosa v mednarodni trgovini so neobdelani lesni proizvodi, med katerimi so les, lesni pakirni material, lesni sekanci in les za kurjavo.